# Önnereds IK
Önnereds IK är en fotbollsförening i västra Göteborg. Laget har sin klubbstuga, Tollaborg, vid hemmaplanen Apelsinplan. Föreningen grundades 1964. Klubbemblemet består av en livboj, samt klubbens namn och årtalet för grundandet.  Laget spelar i grönt.
Den tidigare handbollssektionen bröt sig loss den 5 juni 1985, och bildade Önnereds HK.